# Тушнад (комуна)
Тушнад (рум. Tușnad) — комуна у повіті Харгіта в Румунії. До складу комуни входять такі села (дані про населення за 2002 рік):
- Врабія (229 осіб)
- Тушнад (844 особи) — адміністративний центр комуни
- Тушнаду-Ноу (1041 особа)

Комуна розташована на відстані 197 км на північ від Бухареста, 19 км на південний схід від М'єркуря-Чука, 65 км на північ від Брашова.

## Населення
За даними перепису населення 2002 року у комуні проживали 2114 осіб.
Національний склад населення комуни:
| Національність | Кількість осіб | Відсоток |
| -------------- | -------------- | -------- |
| угорці         | 1930           | 91,3%    |
| цигани         | 151            | 7,1%     |
| румуни         | 33             | 1,6%     |

Рідною мовою назвали:
| Мова      | Кількість осіб | Відсоток |
| --------- | -------------- | -------- |
| угорська  | 2082           | 98,5%    |
| румунська | 32             | 1,5%     |

Склад населення комуни за віросповіданням:
| Релігія                             | Кількість осіб | Відсоток |
| ----------------------------------- | -------------- | -------- |
| римо-католики                       | 2030           | 96,0%    |
| реформати                           | 35             | 1,7%     |
| православні                         | 29             | 1,4%     |
| не релігійні                        | 3              | 0,1%     |
| унітарії                            | 2              | 0,1%     |
| лютерани (Аугсбурзького сповідання) | 1              | < 0,1%   |
| не вказали релігію                  | 4              | 0,2%     |